# Dognen
Dognen (prononcé [dɔɲɛ̃] ; en béarnais Dònhen ou Dògnẹ) est une commune française, située dans le département des Pyrénées-Atlantiques en région Nouvelle-Aquitaine.
Le gentilé est Dognénois.

## Géographie

### Localisation
La commune de Dognen se trouve dans le département des Pyrénées-Atlantiques, en région Nouvelle-Aquitaine.
Elle se situe à 40 km par la route de Pau, préfecture du département, à 18 km d'Oloron-Sainte-Marie, sous-préfecture, et à 18 km de Mourenx, bureau centralisateur du canton du Cœur de Béarn dont dépend la commune depuis 2015 pour les élections départementales.
La commune fait en outre partie du bassin de vie de Navarrenx.
Les communes les plus proches sont : 
Gurs (1,2 km), Lay-Lamidou (1,6 km), Jasses (2,2 km), Préchacq-Navarrenx (2,6 km), Sus (2,6 km), Navarrenx (3,6 km), Préchacq-Josbaig (3,8 km), Ogenne-Camptort (3,8 km).
Sur le plan historique et culturel, Dognen fait partie de la province du Béarn, qui fut également un État et qui présente une unité historique et culturelle à laquelle s’oppose une diversité frappante de paysages au relief tourmenté.

### Communes limitrophes
Les communes limitrophes sont  Gurs, Jasses, Lay-Lamidou, Ogenne-Camptort, Préchacq-Josbaig et Préchacq-Navarrenx.
|      | Jasses           | Ogenne-Camptort    |
| Gurs | Dognen           | Lay-Lamidou        |
|      | Préchacq-Josbaig | Préchacq-Navarrenx |

### Hydrographie

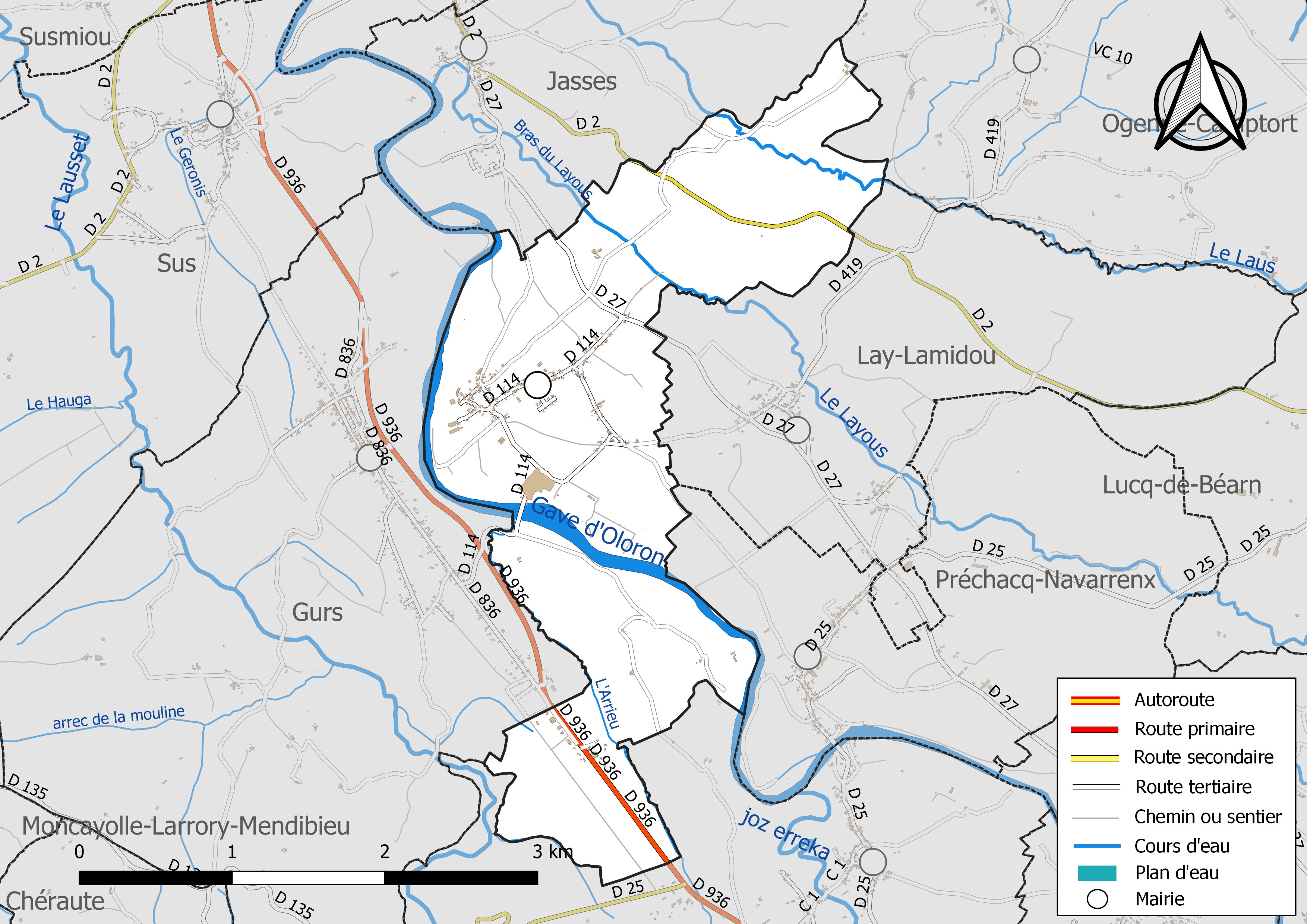
Réseaux hydrographique et routier de Dognen.

La commune est drainée par le gave d'Oloron, le Lausset, le Laüs, le Layous, un bras du Layous, l'Arrieu, et par divers petits cours d'eau, constituant un réseau hydrographique de 7 km de longueur totale,.
Le gave d'Oloron, d'une longueur totale de 148,8 km, prend sa source dans la commune de Laruns et s'écoule vers le nord-ouest. Il traverse la commune et se jette dans le gave de Pau à Sorde-l'Abbaye, dans les Landes, après avoir traversé 64 communes.
Le Lausset, d'une longueur totale de 39,3 km, prend sa source dans la commune de Sauguis-Saint-Étienne et s'écoule du sud vers le nord. Il traverse la commune et se jette dans le gave d'Oloron à Narp, après avoir traversé 14 communes.
Le Laüs, d'une longueur totale de 10,6 km, prend sa source dans la commune de Lucq-de-Béarn et s'écoule d'est en ouest. Il traverse la commune dans l'extrême nord-est du territoire communal et se jette dans le gave d'Oloron à Navarrenx, après avoir traversé 6 communes.
Le Layous, d'une longueur totale de 17,2 km, prend sa source dans la commune de Lucq-de-Béarn et s'écoule du sud-est vers le nord-ouest. Il traverse la commune et se jette dans le gave d'Oloron à Jasses, après avoir traversé 7 communes.

### Climat
Pour des articles plus généraux, voir Climat de la Nouvelle-Aquitaine et Climat des Pyrénées-Atlantiques.
Historiquement, la commune est exposée à un climat de montagne.  
En 2020, Météo-France publie une typologie des climats de la France métropolitaine dans laquelle la commune est toujours exposée à un climat de montagne et est dans la région climatique Pyrénées atlantiques, caractérisée par une pluviométrie élevée (>1 200 mm/an) en toutes saisons, des hivers très doux (7,5 °C en plaine) et des vents faibles.
Pour la période 1971-2000, la température annuelle moyenne est de 13,4 °C, avec une amplitude thermique annuelle de 13,7 °C. Le cumul annuel moyen de précipitations est de 1 210 mm, avec 12 jours de précipitations en janvier et 8,4 jours en juillet. Pour la période 1991-2020, la température moyenne annuelle observée sur la station météorologique la plus proche, située sur la commune de Monein à 13 km à vol d'oiseau, est de 14,2 °C et le cumul annuel moyen de précipitations est de 1 228,6 mm,. Pour l'avenir, les paramètres climatiques de la commune estimés pour 2050 selon différents scénarios d’émission de gaz à effet de serre sont consultables sur un site dédié publié par Météo-France en novembre 2022.

### Milieux naturels et biodiversité

#### Réseau Natura 2000
Le réseau Natura 2000 est un réseau écologique européen de sites naturels d'intérêt écologique élaboré à partir des Directives « Habitats » et « Oiseaux », constitué de zones spéciales de conservation (ZSC) et de zones de protection spéciale (ZPS).
Un site Natura 2000 a été défini sur la commune au titre de la « directive Habitats » : « le gave d'Oloron (cours d'eau) et marais de Labastide-Villefranche », d'une superficie de 2 547 ha, une rivière à saumon et écrevisse à pattes blanches,.

#### Zones naturelles d'intérêt écologique, faunistique et floristique
L’inventaire des zones naturelles d'intérêt écologique, faunistique et floristique (ZNIEFF) a pour objectif de réaliser une couverture des zones les plus intéressantes sur le plan écologique, essentiellement dans la perspective d’améliorer la connaissance du patrimoine naturel national et de fournir aux différents décideurs un outil d’aide à la prise en compte de l’environnement dans l’aménagement du territoire.
Une ZNIEFF de type 2 est recensée sur la commune, : 
le « réseau hydrographique du gave d'Oloron et de ses affluents » (6 885,32 ha), couvrant 114 communes dont 2 dans les Landes et 112 dans les Pyrénées-Atlantiques.

## Urbanisme

### Typologie
Au 1er janvier 2024, Dognen est catégorisée commune rurale à habitat dispersé, selon la nouvelle grille communale de densité à sept niveaux définie par l'Insee en 2022.
Elle est située hors unité urbaine. Par ailleurs la commune fait partie de l'aire d'attraction d'Oloron-Sainte-Marie, dont elle est une commune de la couronne,. Cette aire, qui regroupe 44 communes, est catégorisée dans les aires de moins de 50 000 habitants,.

### Occupation des sols

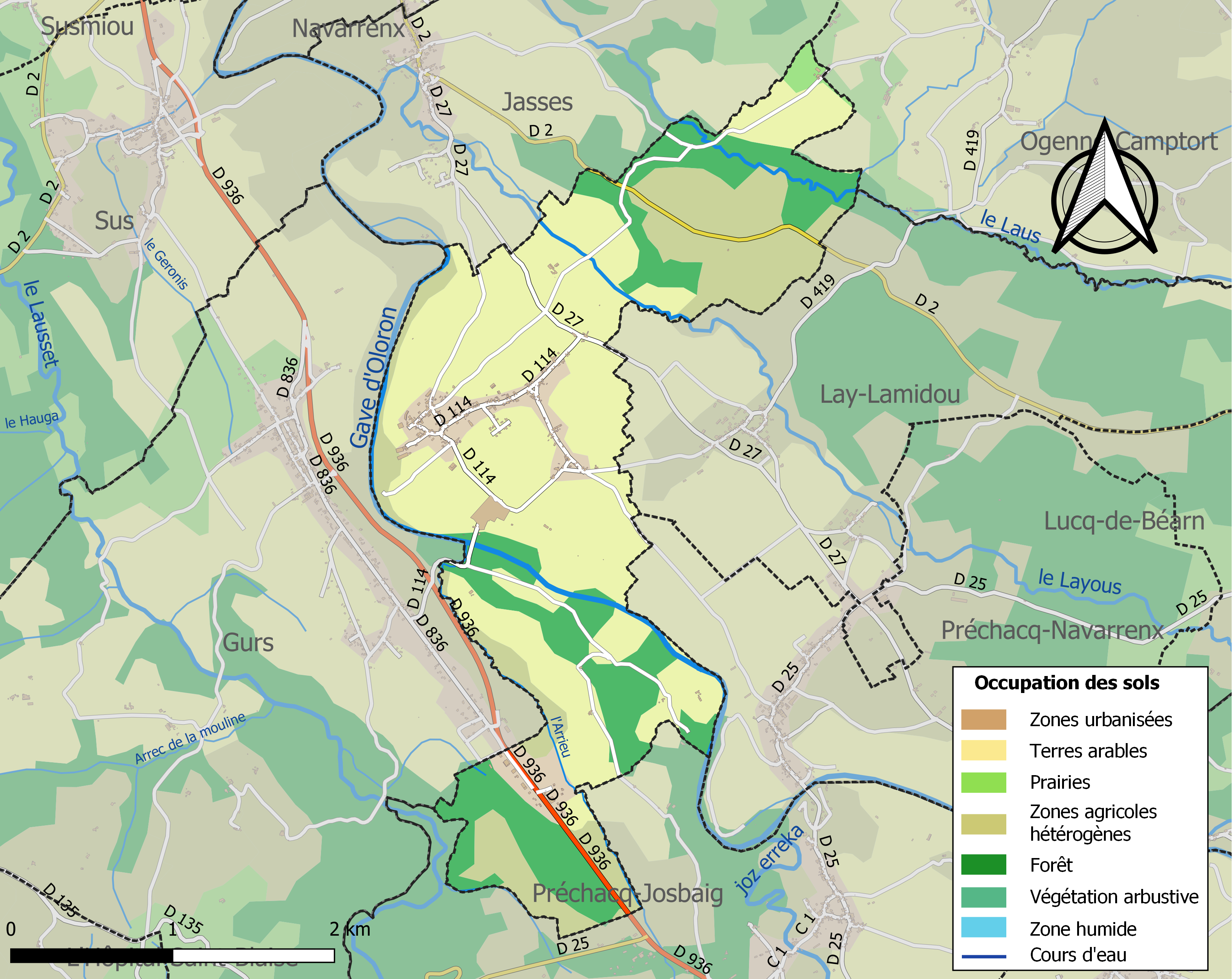
Carte des infrastructures et de l'occupation des sols de la commune en 2018 (CLC).

L'occupation des sols de la commune, telle qu'elle ressort de la base de données européenne d’occupation biophysique des sols Corine Land Cover (CLC), est marquée par l'importance des territoires agricoles (70,9 % en 2018), en diminution par rapport à 1990 (72 %). La répartition détaillée en 2018 est la suivante : 
terres arables (50,9 %), forêts (22,5 %), zones agricoles hétérogènes (19,3 %), zones urbanisées (6,5 %), prairies (0,7 %). L'évolution de l’occupation des sols de la commune et de ses infrastructures peut être observée sur les différentes représentations cartographiques du territoire : la carte de Cassini (XVIIIe siècle), la carte d'état-major (1820-1866) et les cartes ou photos aériennes de l'IGN pour la période actuelle (1950 à aujourd'hui).

### Lieux-dits et hameaux
Rive droite du gave :
- l'Artiguette ;
- la Bielle ;
- les Camous ;
- les Chrétiens ;
- Crapenx ;
- les Croutzades ;
- la Garenne ;
- Espious ;
- l'Estelle ;
- Lannes ;
- Lassit ;
- Pondique ;
- Sarrat.

Rive gauche du gave :
- Arquemale : bois sur les rives du Lausset ;
- Arriutort ;
- Coutubi.

### Risques majeurs
Le territoire de la commune de Dognen est vulnérable à différents aléas naturels : météorologiques (tempête, orage, neige, grand froid, canicule ou sécheresse), inondations et séisme (sismicité moyenne). Il est également exposé à un risque technologique,  le transport de matières dangereuses. Un site publié par le BRGM permet d'évaluer simplement et rapidement les risques d'un bien localisé soit par son adresse soit par le numéro de sa parcelle.

#### Risques naturels
Certaines parties du territoire communal sont susceptibles d’être affectées par le risque d’inondation par une crue torrentielle ou à montée rapide de cours d'eau, notamment le gave d'Oloron, le Lausset, le Layous et le Laüs. La commune a été reconnue en état de catastrophe naturelle au titre des dommages causés par les inondations et coulées de boue survenues en 1982, 1983, 2009 et 2018,.

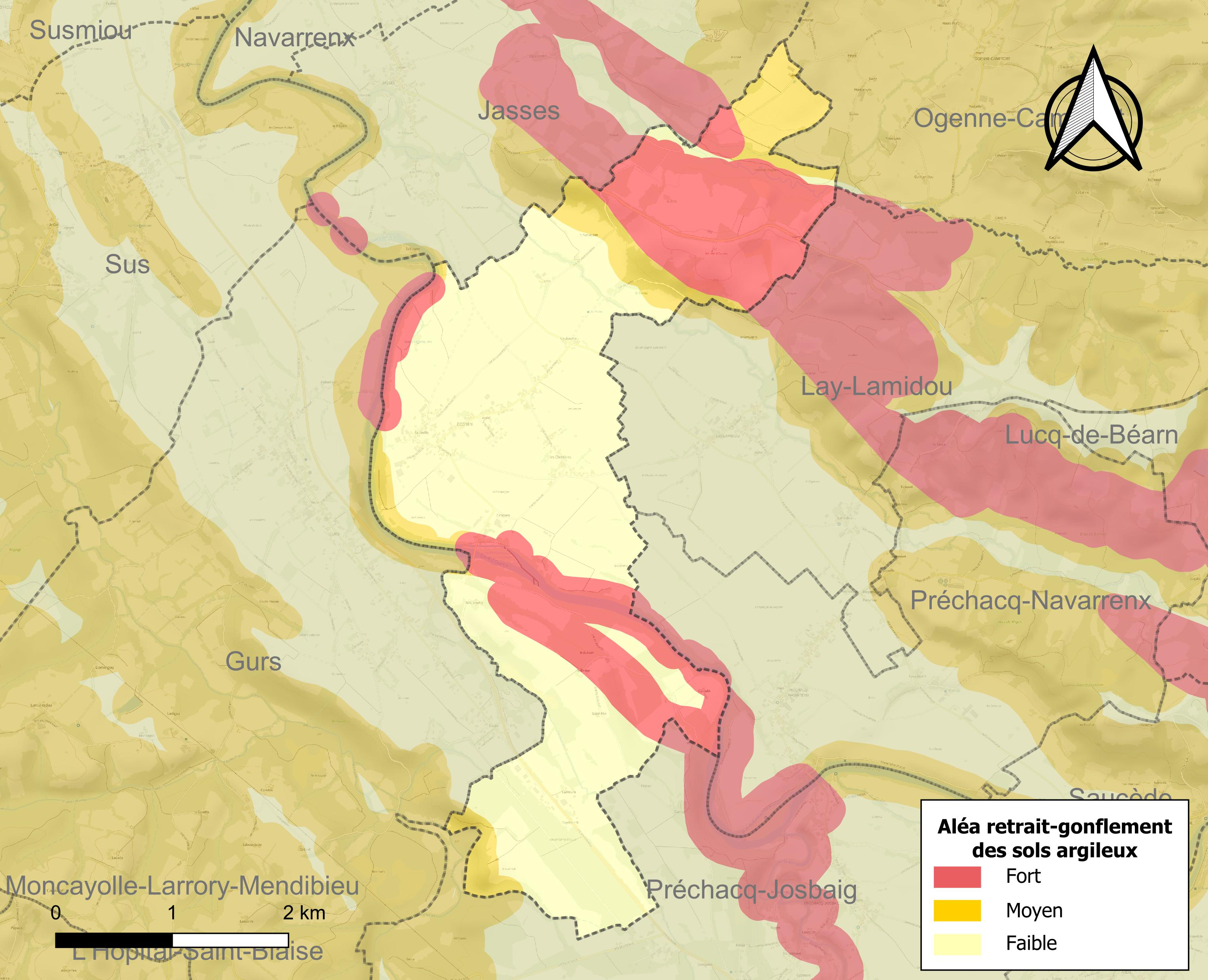
Carte des zones d'aléa retrait-gonflement des sols argileux de Dognen.

Le retrait-gonflement des sols argileux est susceptible d'engendrer des dommages importants aux bâtiments en cas d’alternance de périodes de sécheresse et de pluie. 40,3 % de la superficie communale est en aléa moyen ou fort (59 % au niveau départemental et 48,5 % au niveau national). Depuis le 1er octobre 2020, en application de la loi ELAN, différentes contraintes s'imposent aux vendeurs, maîtres d'ouvrages ou constructeurs de biens situés dans une zone classée en aléa moyen ou fort,.

## Toponymie

### Attestations anciennes
Le toponyme Dognen apparaît sous les formes 
Donen (1214), 
Villa de Donenh (1235), 
Doneng (XIIIe siècle), 
Sent Johan de Donenh (1384), 
Donheen (1546) et 
Doignen (1673).
Le toponyme Orrognen apparaît sous les formes 
Ororeng et Ororenh (XIIIe siècle), 
lo molii d'Ororenh (1384), 
l'ostau d'Aurorenh (1385), 
Oronenh et Oronhen (respectivement 1538 et 1571) et 
Oroignen (1655).

### Autres toponymes
Le toponyme Sensaudens, manifestement un faux hagionyme, apparaît sous les formes 
Senct-Saudeng (1267), 
l'ostau de Sent-Saudenh (1385), 
Sen-Saudenh (1391), 
Sent-Saudenh (1385 et 1536), 
Saint-Saudains, Saint-Saudeins et Sensaudens (respectivement 1675, 1676 et 1684) et 
Saint-Saudens (1863).

### Graphie béarnaise
Son nom béarnais est Dònhen ou Dògnẹ.

## Histoire
Paul Raymond note qu'en 1385, Dognen dépendait du bailliage de Navarrenx et comptait 35 feux.

Dognen a hébergé quatre châteaux dont :
- le château d'Orrognen dont les ruines sont visibles près du pont. Le fief d'Orrognen dépendait du bailliage de Navarrenx et relevait de la vicomté de Béarn. En 1655, il fut érigé en baronnie, incluant Lay, Orrognen et Préchacq-Navarrenx. Orrognen a appartenu[35] à la commune de Lay-Lamidou ;
- le château de Sensaudens. Le fief de Saint Saudens était un vassal de la vicomté de Béarn, et dépendait du bailliage de Navarrenx ;
- la maison Domecq est aujourd'hui détruite.

Le village a été marqué par la présence du camp de Gurs, implanté en partie sur ses terres.

## Politique et administration
| Période                                  | Période  | Identité         | Étiquette | Qualité |
| ---------------------------------------- | -------- | ---------------- | --------- | ------- |
| Les données manquantes sont à compléter. |          |                  |           |         |
| 2020                                     | En cours | Patrick GOURRIET |           |         |

### Intercommunalité
La commune fait partie, en 2014, de sept structures intercommunales :
- la communauté de communes du Béarn des Gaves ;
- le SIVU du Layou ;
- le syndicat AEP de Navarrenx ;
- le syndicat d’énergie des Pyrénées-Atlantiques ;
- le syndicat de la perception de Navarrenx ;
- le syndicat intercommunal des gaves et du Saleys ;
- le syndicat mixte forestier des chênaies des vallées basques et béarnaises.

## Population et société

### Démographie
L'évolution du nombre d'habitants est connue à travers les recensements de la population effectués dans la commune depuis 1793. Pour les communes de moins de 10 000 habitants, une enquête de recensement portant sur toute la population est réalisée tous les cinq ans, les populations de référence des années intermédiaires étant quant à elles estimées par interpolation ou extrapolation. Pour la commune, le premier recensement exhaustif entrant dans le cadre du nouveau dispositif a été réalisé en 2004.

En 2022, la commune comptait 230 habitants, en évolution de +6,98 % par rapport à 2016 (Pyrénées-Atlantiques : +3,78 %, France hors Mayotte : +2,11 %).
| 1793 | 1800 | 1806 | 1821 | 1831 | 1836 | 1841 | 1846 | 1851 |
| ---- | ---- | ---- | ---- | ---- | ---- | ---- | ---- | ---- |
| 464  | 492  | 505  | 518  | 570  | 542  | 538  | 518  | 478  |

| 1856 | 1861 | 1866 | 1872 | 1876 | 1881 | 1886 | 1891 | 1896 |
| ---- | ---- | ---- | ---- | ---- | ---- | ---- | ---- | ---- |
| 510  | 469  | 489  | 458  | 469  | 466  | 471  | 475  | 448  |

| 1901 | 1906 | 1911 | 1921 | 1926 | 1931 | 1936 | 1946 | 1954 |
| ---- | ---- | ---- | ---- | ---- | ---- | ---- | ---- | ---- |
| 461  | 469  | 401  | 339  | 323  | 302  | 312  | 284  | 270  |

| 1962 | 1968 | 1975 | 1982 | 1990 | 1999 | 2004 | 2006 | 2009 |
| ---- | ---- | ---- | ---- | ---- | ---- | ---- | ---- | ---- |
| 269  | 247  | 230  | 208  | 209  | 194  | 217  | 217  | 214  |

| 2014 | 2019 | 2022 | - | - | - | - | - | - |
| ---- | ---- | ---- | - | - | - | - | - | - |
| 211  | 227  | 230  | - | - | - | - | - | - |

## Économie
Le gave alimente une micro-centrale électrique. On y cultive principalement le maïs.
La commune fait partie de la zone d'appellation de l'ossau-iraty.

## Culture locale et patrimoine

### Patrimoine civil
Un tumulus protohistorique, dit tumulus du camp de Gurs, est présent sur la commune.

### Patrimoine religieux

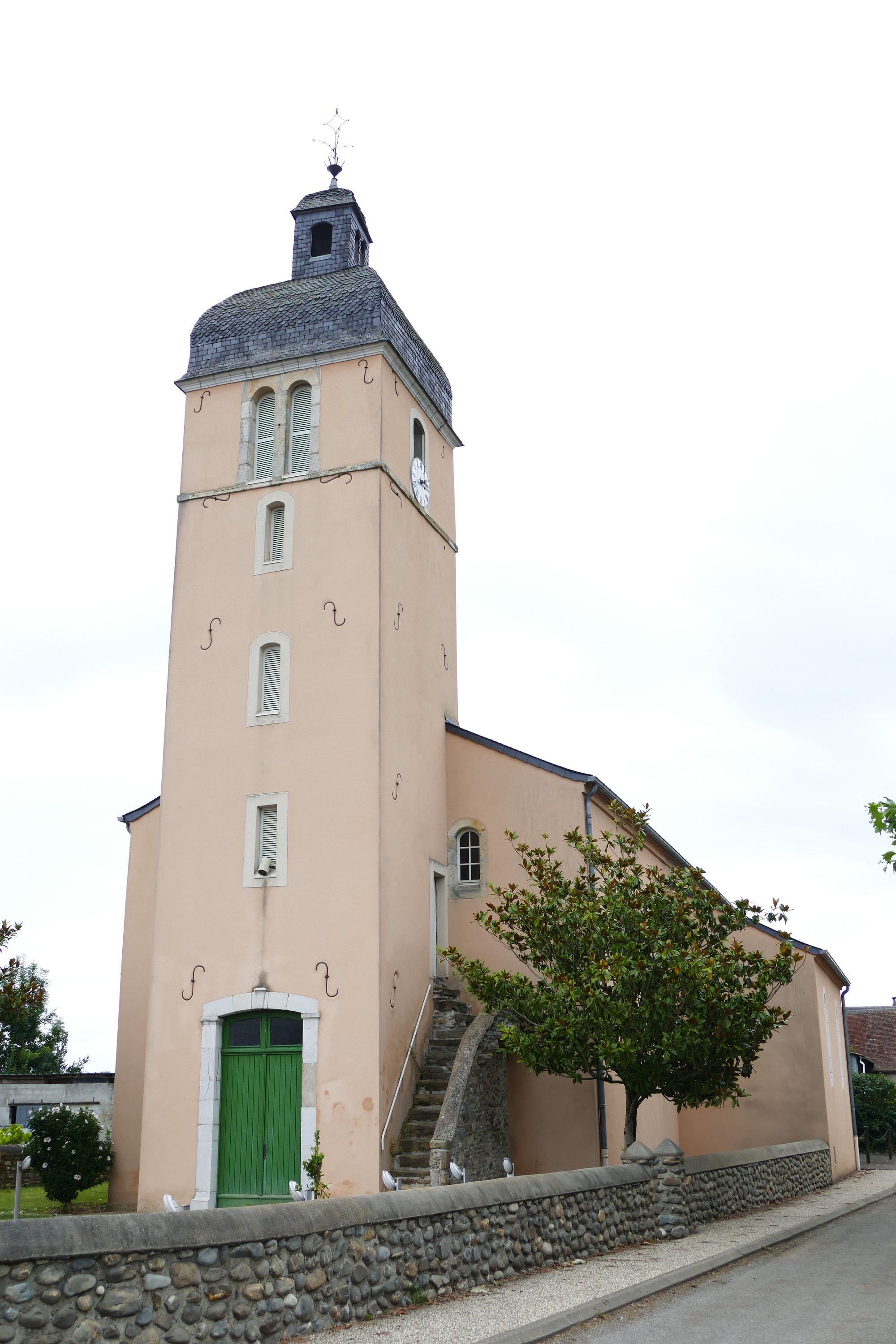
L'église Saint-Jean-Baptiste.

L'église Saint-Jean-Baptiste date du XIXe siècle.

## Équipements
La commune dispose d'une école élémentaire (regroupement pédagogique Préchacq-Navarrenx - Lay Lamidou - Dognen).